# Carlo Nocella
Carlo Nocella, italijanski rimskokatoliški duhovnik, škof in kardinal, * 25. november 1826, Rim, † 22. julij 1908, Rim.

## Življenjepis
2. septembra 1849 je prejel duhovniško posvečenje.
21. marca 1892 je postal tajnik Svete konsistorialne kongregacije.
22. junija 1899 je bil imenovan za patriarha Antiohije; škofovsko posvečenje je prejel 16. julija isto leto. Patriarh Konstantinopla je postal 18. aprila 1901.
22. junija 1903 je bil povzdignjen v kardinala in imenovan za kardinal-duhovnika S. Callisto.